# 李綺華
李綺華（英語：Anna Lee），香港資深編劇，香港無綫電視編劇／編審。1989年加入亞洲電視任職編劇，作品有《皇家檔案》、《勝者為王》、《我和殭屍有個約會》等，於1995年晉升為編審。2002年加入無綫電視，劇集代表作有《萬凰之王》、《酒店風雲》、《學警雄心》等，2012年轉職香港電視網絡。2015年離職，2016年再度加入無綫電視任職編審。後於2024年再次離職。

## 編審／編劇列表

### 電視劇（亞洲電視）
- 1989年：《皇家檔案》 《野櫻花》
- 1990年：《最佳才子》 《赤子雄風》 《法本無情》
- 1991年：《乖女也瘋狂》 《觸電情緣》《勝者為王》
- 1992年：《勝者為王II之天下無敵》《阿飛正傳》(電視電影)
- 1993年：《點解阿sir係隻鬼II》 《勝者為王III王者之戰》
- 1994年：《洪熙官》
- 1995年：《九王奪位》 《一屋兩鬼三人行》 《精武門》
- 1996年：《飄零燕》 《千王之王重出江湖》 《殭屍道長II》
- 1997年：《97變色龍》 《等著你回來》
- 1998年：《我和殭屍有個約會》
- 2000年：《美麗傳說》

### 電視劇（無綫電視）
- 2003年：《牛郎織女》編審+編劇
- 2004年：《烽火奇遇結良緣》編審+編劇
- 2005年：《我師傅係黃飛鴻》編審+編劇、《西廂奇緣》編審（與徐達初、蔡淑賢合作）、《學警雄心》編審+編劇（與蔡淑賢、劉彩雲合作）、《酒店風雲》編審+編劇（與葉世康合作）
- 2006年：《上海傳奇》編審（與劉枝華、梁恩東合作）、《尖子攻略》編審+編劇（與劉彩雲、盧美雲合作）
- 2007年：《亂世佳人》編審+編劇（與梁恩東合作）、《學警出更》編審+編劇（與劉彩雲合作）
- 2008年：《少年四大名捕》編審+編劇（與葉世康合作）、《太極》編審（與歐冠英合作）、《律政新人王II》編審+編劇（與朱鏡祺合作）
- 2009年：《學警狙擊》編審（與朱鏡祺、梁恩東合作）、《女王辦公室》編審（與朱鏡祺、盧美雲、陳金鈴合作）、《翻叮一族》編審（與蔡淑賢、阮少娜合作）
- 2010年：《不速之約》編審（與朱鏡祺合作）、《施公奇案II》編審+編劇（與蔡婷婷合作）、《掌上明珠》編審+編劇（與孫浩浩合作）
- 2011年：《萬凰之王》編審（與蔡淑贤合作）
- 2012年：《飛虎》編審+編劇
- 2017年至2024年：《愛·回家之開心速遞》編審+編劇（第1-40集與馬俊縈合作、與袁寶慧由第1集合作至今、第741集起與翁善瑩合作、第741-1068集與湯健萍合作、第1069集起與陳可兒合作，於第2234集退出）
- 2017年：《心理追兇 Mind Hunter》編審（與蔡婷婷、冼少玲合作）、《踩過界》編審（與劉彩雲、陳　琪合作）

### 節目（無綫電視）
- 2019年：《PARK YOHO週末速遞》編審（與袁寶慧合作）

### 電視劇（香港電視網絡）
- 2015年：《第二人生》編審+編劇（與孫浩浩合作）

### 電影
- 1994年：摩登龍爭虎鬥
- 1995年：公僕II
- 1995年：賊王
- 1996年：少年15/16時
- 1999年：監獄風雲之少年犯
- 1999年：特警新人類
- 2000年：浪漫鎗聲 (故事)

## 外部連結
- 香港電影編劇家協會-李綺華
- 大小姐同送水輝終成為戀人　將有強勁情敵出現硬撬 （页面存档备份，存于）